# Nota verbale

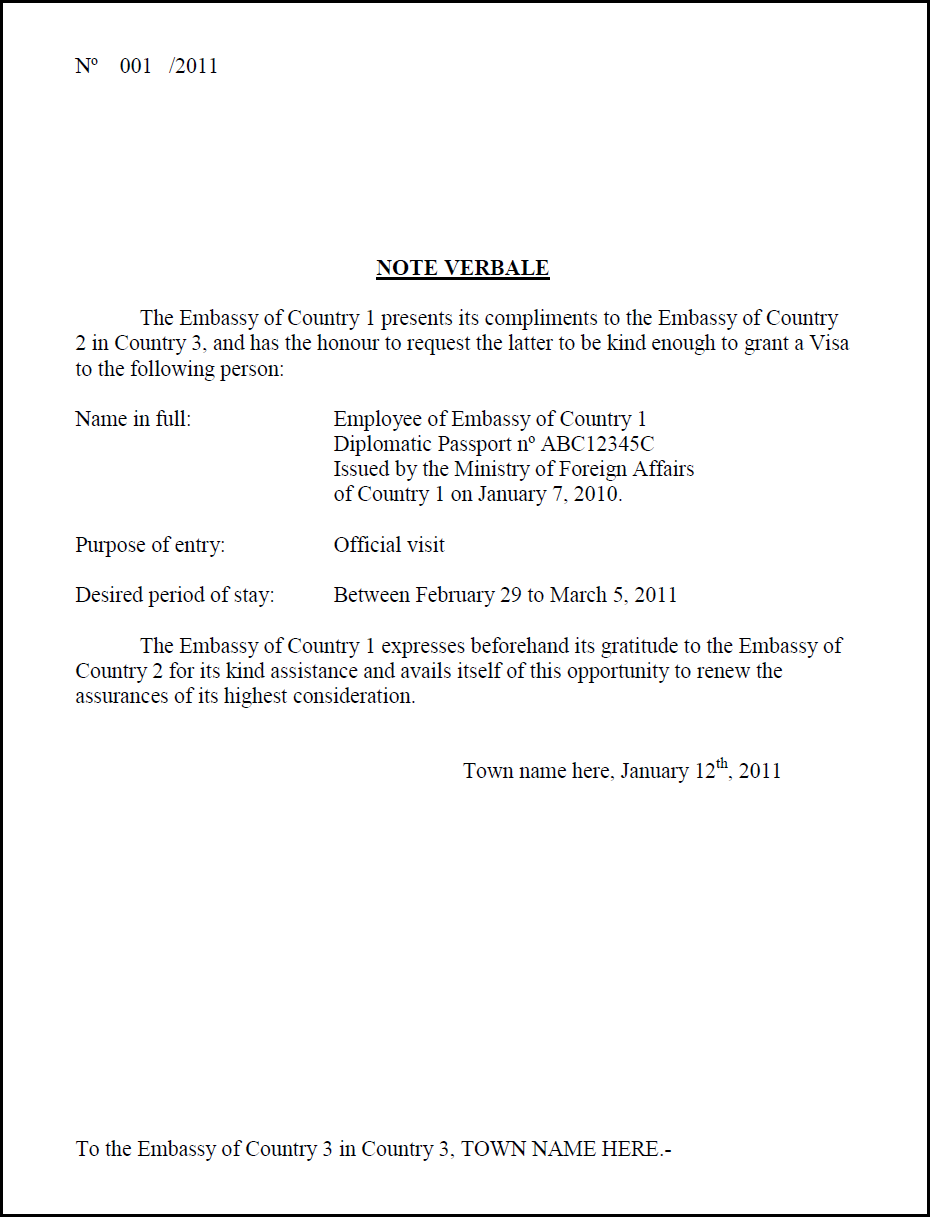
Esempio di una tipica nota verbale, siglata alla fine da un diplomatico.

La nota verbale, nel lessico della diplomazia, è una comunicazione diplomatica preparata in terza persona e non firmata. Viene utilizzata per comunicare tra ambasciate oppure tra ambasciate e ministeri. 

## Contenuto e caratteristiche
Solitamente comincia con una forma di saluto, e viene redatta in terza persona, su carta intestata dell'ente mittente, siglata dall'agente incaricato o diplomatico preposto (es. un ambasciatore). Un esempio delle formule di cortesia utilizzate potrebbero essere, in apertura:
in chiusura: